# Itacajá
Itacajá es un municipio brasileño del estado del Tocantins. 

## Geografía
Se localiza a una latitud 08º23'30" sur y a una longitud 47º46'04" oeste, a una altitud de 196 metros. Su población estimada en 2004 era de 6.667 habitantes.